# Урочище Криве
Уро́чище Криве — ботанічний заказник загальнодержавного значення в Україні. Розташований у межах Заліщицької міської громади Чортківського району Тернопільської області, між селами Добрівляни і Бердиківці.
Площа 56 га. Створений 1978 року.
На стрімких лівобережних схилах долини Дністра охороняється ділянка дубово-грабового лісу. Цікавими є скелясті останці вапнякових порід з химерними формами вивітрювання, поруч з якими на схилах зростає рідкісна скельно-степова флора і реліктові види — мигдаль степовий і ефедра двоколоса, а також горицвіт весняний.
Заказник розташований у межах національного природного парку «Дністровський каньйон».